# Ingersonite
L'ingersonite è un minerale.